# Lophocorona
Lophocorona és un gènere de lepidòpters glossats, l'únic de la família dels lofocorònids (Lophocoronidae), de la superfamília dels lofocoronoïdeus (Lophocoronoidea) i de l'infraordre dels lofocoronins (Lophocoronina). Són petites arnes nocturnes d'Austràlia, amb una biologia desconeguda.

## Taxonomia
Només es coneix un gènere, Lophocorona, amb 6 espècies descrites:
- Lophocorona astiptica Common, 1973
- Lophocorona commoni Nielsen & Kristensen, 1996
- Lophocorona flavicosta Nielsen & Kristensen, 1996
- Lophocorona melanora Common, 1973
- Lophocorona pediasia Common, 1973
- Lophocorona robinsoni Nielsen & Kristensen, 1996